# Zgrupowanie Wschód Okręgu Nowogródek Armii Krajowej
Zgrupowanie Wschód Okręgu Nowogródek AK – oddziały bojowe Nowogródzkiego Okręgu Armii Krajowej (3. i 6. batalion 77 Pułku Piechoty AK).
Dowódcą Zgrupowania  był kpt. Stanisław Dedelis (ps. „Pal”).
Jego żołnierze brali udział w działaniach zbrojnych operacji Ostra Brama.